# Kirkby (Merseyside)

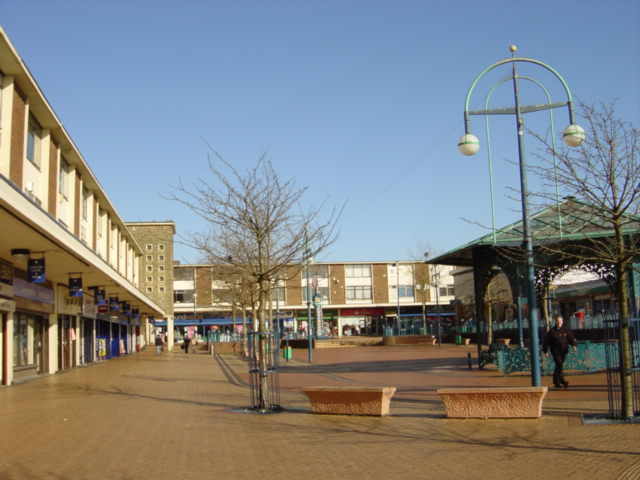
Stadtzentrum

Kirkby ist eine Stadt im Metropolitan Borough of Knowsley in Merseyside, England. Sie zählte im Jahr 2016 eine Einwohnerzahl von 41.495 und ist damit die größte Stadt in Knowsley und die neuntgrößte in Merseyside. Kirkby befindet sich etwa 10 Kilometer Luftlinie vom Stadtzentrum Liverpools entfernt.

## Geschichte
Der Ort wurde erstmals 1086 im Domesday Book als "Cherchebi" mit einer Einwohnerzahl von ungefähr 70 erwähnt. Bis ins 20. Jahrhundert war Kirkby ein Dorf mit einem ländlich geprägtem Umland. Eine zunehmende Verstädterung erfolgte durch den Bau der Royal Ordnance Factory Kirkby, einer staatlichen Munitionsfabrik, in der während des Zweiten Weltkriegs Munition für die britischen Streitkräfte hergestellt wurde. Im Jahr 1961 hatte Kirkby mit 52.207 die bisher höchste Einwohnerzahl.

## Verkehr
Kirkby ist über die Autobahnen M57 (auch als Liverpool Outer Ring Road bekannt) und M58 erreichbar. Im Nordwesten der Stadt befindet sich ein Bahnhof, von dem regelmäßig Züge der Merseyrail nach Liverpool fahren. Mit Stagecoach Merseyside lassen sich zudem zahlreiche Ziele in Merseyside und Greater Manchester per Bus erreichen.

## Sport
In Kirkby befindet sich die Jugendakademie des Premier Ligisten FC Liverpool. Die Anlage wurde 1998 auf dem Vereinsgelände des 1967 gegründeten und 1997 aufgelösten Knowsley United F.C. errichtet. Seit 2020 befindet sich dort auch das moderne AXA Training Centre, welches das langjährige Liverpooler Trainingsgelände Melwood ablöste.

## Söhne und Töchter der Stadt
- Terry McDermott (* 1951), englischer Fußballspieler und -trainer
- Dennis Mortimer (* 1952), englischer Fußballspieler
- Margi Clarke (* 1954), englische Schauspielerin und Moderatorin
- Alan Stubbs (* 1971), englischer Fußballspieler
- Stephen Graham (* 1973), englischer Schauspieler
- Leighton Baines (* 1984), englischer Fußballspieler
- Bobby Schofield (* 1993), britischer Schauspieler